# Дзинсекикоген
Дзинсекикоген (яп. 神石高原町 Дзинсэкико:гэн-тё:) — посёлок в Японии, находящийся в уезде Дзинсеки префектуры Хиросима. Площадь посёлка составляет 381,81 км², население — 9426 человек (1 июля 2014), плотность населения — 24,69 чел./км².

## Географическое положение
Посёлок расположен на острове Хонсю в префектуре Хиросима региона Тюгоку. С ним граничат города Фукуяма, Футю, Сёбара, Такахаси, Ибара.

## Население
Население посёлка составляет 9426 человек (1 июля 2014), а плотность — 24,69 чел./км². Изменение численности населения с 1980 по 2005 годы:
| 1980 | 15 732 чел. |  |
| 1985 | 14 834 чел. |  |
| 1990 | 14 016 чел. |  |
| 1995 | 13 218 чел. |  |
| 2000 | 12 512 чел. |  |
| 2005 | 11 590 чел. |  |

## Символика
Деревом посёлка считается Benthamidia japonica, цветком — Echinops setifer.